# Kätjesjaure
Kätjesjaure är en sjö i Gällivare kommun i Lappland och ingår i Luleälvens huvudavrinningsområde. Sjön har en area på 0,543 kvadratkilometer och ligger 478 meter över havet. Kätjesjaure ligger i Sjaunja Natura 2000-område.

## Delavrinningsområde
Kätjesjaure ingår i det delavrinningsområde (746322-166687) som SMHI kallar för Utloppet av Kätjesjaure. Medelhöjden är 497 meter över havet och ytan är 4,31 kvadratkilometer. Det finns inga avrinningsområden uppströms utan avrinningsområdet är högsta punkten. Vattendraget som avvattnar avrinningsområdet har biflödesordning 5, vilket innebär att vattnet flödar genom totalt 5 vattendrag innan det når havet efter 271 kilometer. Avrinningsområdet består mestadels av skog (71 procent) och sankmarker (13 procent). Avrinningsområdet har 0,7 kvadratkilometer vattenytor vilket ger det en sjöprocent på 16,2 procent.